# Балагье-сюр-Ранс
Балагье́-сюр-Ранс (фр. Balaguier-sur-Rance, окс. Balaguièr de Rance) — коммуна во Франции, находится в регионе Окситания. Департамент — Аверон. Входит в состав кантона Сен-Сернен-сюр-Ранс. Округ коммуны — Мийо.
Код INSEE коммуны — 12019.
Коммуна расположена приблизительно в 560 км к югу от Парижа, в 100 км северо-восточнее Тулузы, в 55 км к югу от Родеза.

## Население
Население коммуны на 2008 год составляло 95 человек.
| 1962 | 1968 | 1975 | 1982 | 1990 | 1999 | 2008 |
| ---- | ---- | ---- | ---- | ---- | ---- | ---- |
| 135  | 172  | 150  | 127  | 104  | 100  | 95   |

## Экономика
В 2007 году среди 61 человека в трудоспособном возрасте (15—64 лет) 37 были экономически активными, 24 — неактивными (показатель активности — 60,7 %, в 1999 году было 63,1 %). Из 37 активных работали 34 человека (20 мужчин и 14 женщин), безработных было 3 (0 мужчин и 3 женщины). Среди 24 неактивных 8 человек были учениками или студентами, 11 — пенсионерами, 5 были неактивными по другим причинам.

## Фотогалерея
- Замок Балагье
- Карта коммуны